# Ін-Тайм
«Ін-Тайм» — колишня українська логістична компанія, що існувала впродовж 2002–2020 років та надавала послуги експрес-доставки відправлень по всій Україні та за її межами.
«Ін-Тайм» займала другу позицію серед приватних експрес-перевізників за розміром мережі, яка налічувала понад 650 відділень. Представництва компанії були в кожному обласному та районному центрі України.  
Компанія здійснювала міжнародну доставку у 220 країн світу.
Припинила діяльність в березні 2020 року, хоча компанія не перебуває в процедурі банкрутства.

## Засновник
Засновник компанії — Грачов Сергій Володимирович.

## Історія
«Ін-Тайм» вийшов на ринок логістики у 2002 році та одним із перших в Україні почав впроваджувати сучасні сервіси, пов'язані з доставкою. До активних операцій на ринку компанія приступила в грудні того ж року.
В кінці 2005 року був запущений сервіс відстежування вантажу в реальному часі, а у 2009 — послуга доставки вантажів «від дверей до дверей».
Восени 2016 в компанії стартував механізм ребрендингу. Окрім візуальних змін, «Ін-Тайм» отримав нову стратегію розвитку, що ґрунтується на відкритості та європейському підході до оптимізації бізнес-процесів.
У жовтні 2016 компанія виділила адресну доставку з інтернет-магазинів у окремий сервіс під назвою ZRUCHNA. Він дозволяє отримувати товари в день замовлення з можливістю вибору зручного двогодинного інтервалу доставки.
У лютому 2017 року компанія запустила новий сайт.
У жовтні 2017 був випущений мобільний застосунок «Ін-Тайм». З його допомогою можна швидко та зручно відстежити відправлення, викликати кур'єра, розрахувати вартість доставки та знайти найближче відділення.
У кінці 2017 в рамках розробки готових рішень для бізнесу компанія створила окрему структуру — ТОВ «Ін Тайм Фулфілмент».
У лютому 2020 року компанія без будь-яких пояснень перестала видавати посилки, відділення закрилися, а служба підтримки не працювала. Відправку майже всіх вантажів здійснили інші приватні поштові компанії. Частину відділень забрали інші компанії. ТОВ «ІН-ТАЙМ» залишилося з багатомільйонною заборгованістю перед клієнтами, партнерами та працівниками, багато з яких з весни 2020 року почали подавати позови до суду у зв'язку з невиконанням компанією своїх зобов'язань[джерело?]. Про це, зокрема, свідчить Єдиний державний реєстр судових рішень. Згідно з Єдиним реєстром боржників, відкрито більше сотні виконавчих проваджень про стягнення коштів з компанії[джерело?]. Станом на 3 січня 2022 року, згідно з Єдиним державним реєстром юридичних осіб, фізичних осіб-підприємців та громадських формувань, процедура банкрутства не була оголошена[джерело?].

## Критика
У лютому 2020 року компанія без будь-яких пояснень перестала видавати посилки, відділення закрилися, а служба підтримки не працювала. Відправку майже всіх вантажів здійснили інші приватні поштові компанії. Частину відділень забрали інші компанії. Компанія залишилася з заборгованістю перед клієнтами, партнерами та працівниками, багато з яких з весни 2020 року почали подавати позови до суду у зв'язку з невиконанням компанією своїх зобов'язань.

## Нагороди
У 2011 році «Ін Тайм» отримав нагороду «Краще Підприємство України» за підсумками міжнародної програми «Лідери XXI століття».
У 2012 компанія стала лауреатом Всеукраїнської програми «Золоті руки країни».
У 2016 році компанія увійшла до трійки переможців Національної премії Delivery Service Awards.
У 2017 «Ін Тайм» став бронзовим призером PaySpace Magazine Awards в номінації «Краща служба доставки».